# Hugo Olof von Hofsten
Hugo Olof von Hofsten, född 20 juni 1865 på Valåsen Karlskoga, död 19 oktober 1947 i Pasadena Kalifornien, var en svensk-amerikansk målare och illustratör.
Han var son till brukspatron Bengt Johan von Hofsten och Lovisa Sophia Hamilton af Hageby. 
von Hofsten studerade vid Konstakademin i Stockholm. Efter studierna utvandrade han till USA där han arbetade som illustratör vid The Grapic i New York 1890–1893. Därefter flyttade han till Chicago där han under flera år var verksam som tecknare i ett flertal daglig tidningar, bland annat The Chicago Times-Herald och The Chicago Record-Herrald. Som akvarellmålare deltog han i ett flertal utställningar i Sverige och Amerika. Som illustratör illustrerade han bland annat barnboken Mother Goose Jungle. 
von Hofsten är representerad på Smålands museum i Växjö med akvarellen Vinternatt samt vid ett flertal offentliga institutioner i USA. Han är begravd på Mountain View Cemetery and Mausoleum i Altadena.